# Bruno von Lepel-Gnitz

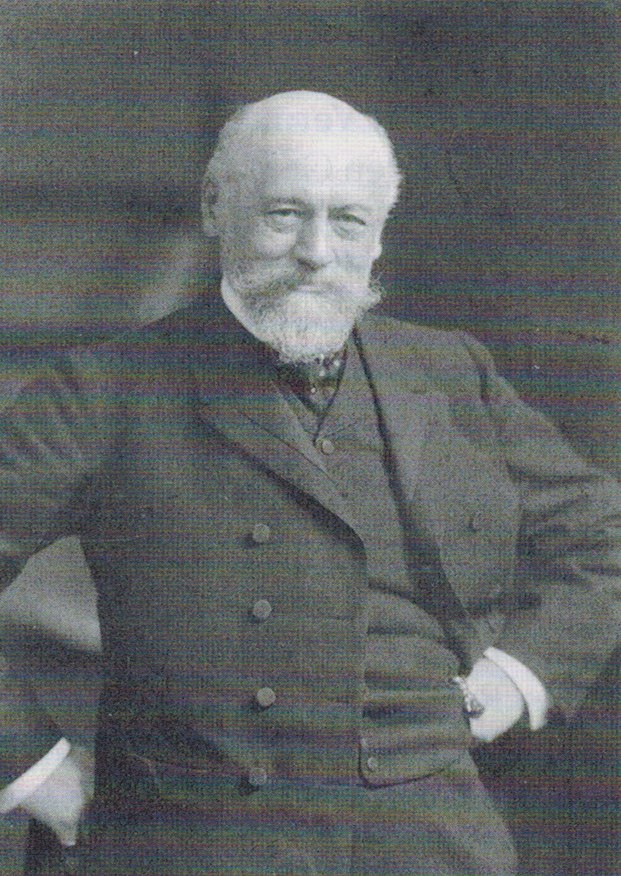
Bruno von Lepel

Hans Constanz Leopold Bruno von Lepel-Gnitz (* 16. Juli 1843 in Neuendorf, Pommern; † 11. Juni 1908 in Berlin) war ein deutscher Theaterregisseur. Erbherr auf Gut Gnitz mit Neuendorf, Lütow, Netzelkow und Insel Görmitz.

## Familie
Bruno von Lepel war ein Mitglied des pommerschen Zweiges der Familie von Lepel, die auf Gut Neuendorf auf der Halbinsel Gnitz der Insel Usedom ihren Stammsitz hatte. Der Zusatz -Gnitz wurde verwendet, um die Familienzweige z. B. Wieck, Grambow, Nassenheide usw. zu kennzeichnen.
Sein Vater war Karl Paul Felix Friedrich Wilhelm von Lepel (1817–1891), seine Mutter Hebe Gräfin Jahnke (1818–1874). Seine Schwester Adelaide (1839–1917) war mit einem Bruder Leo von Caprivis verheiratet.
Bruno von Lepel war in erster Ehe seit 1871 mit der Amerikanerin Juliet Buchanan-Austin (1852–1877) und in zweiter Ehe seit 1880 mit der Kunstmalerin und späteren Märchenbuch-Autorin Hedwig Laura Amalie Antonie Greve - Hedwig von Lepel-Gnitz (1850–1925) verheiratet. Sie hatten drei Kinder.

## Ausbildung und Karriere
Kgl. Preuß. Lieutenant im 2. Ulanenregiment. 1873 bis 1887 Kgl. Preuß. Kur- und Badekommissar von Bad Ems/Lahn.
Bruno von Lepel wurde  am 1. Oktober 1887 als Nachfolger Hans Bronsarts Intendant des Königlichen Hoftheaters in Hannover. In der Ära Bruno von Lepel war Hannover unabhängig von der Berliner Generalintendantur. Bruno von Lepel führte den Titel eines Kgl. Preuß. Kammerherrn. Er blieb in Hannover Intendant bis 1908.
Er war ein wichtiger Erforscher der Lepelschen Familiengeschichte.